# IAAF World Challenge Beijing

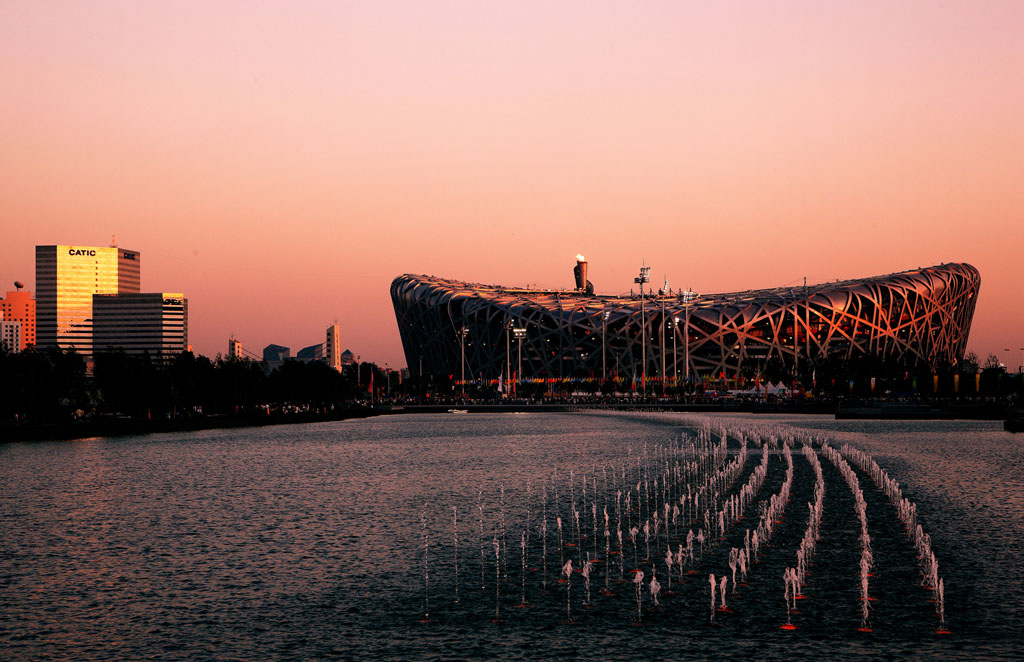
Estádio olímpico de Pequim

O IAAF World Challenge Beijing é um meeting de atletismo que se desenrola todos os anos em Pequim, China, desde 2013. Faz parte atualmente da IAAF World Challenge e é sediado no Estádio Nacional de Pequim, em regra acontece sempre em maio.